# Ian Hallam
Ian Hallam, född den 24 november 1948 i Nottingham, Storbritannien, är en brittisk tävlingscyklist som tog OS-brons i lagförföljelseloppet vid olympiska sommarspelen 1972 i München och på nytt vid olympiska sommarspelen 1976 i Montréal. 